# Función hipergeométrica generalizada

Gráfico de la función hipergeométrica generalizada pFq(a b z) con a=(2,4,6,8) y b=(2,3,5,7,11) en el plano complejo de -2-2i a 2+2i creado con la función de Mathematica 13.1 ComplexPlot3D

En matemáticas, una serie hipergeométrica generalizada es una serie de potencias en la que el ratio de coeficientes sucesivos indexados por n es una función racional de n. La serie, si es convergente, define una función hipergeométrica generalizada, que luego puede definirse en un dominio más amplio del argumento mediante continuación analítica. La serie hipergeométrica generalizada a veces se denomina simplemente serie hipergeométrica, aunque este término también se refiere a veces a la serie hipergeométrica gaussiana. Las funciones hipergeométricas generalizadas incluyen la función hipergeométrica (gaussiana) y la función hipergeométrica confluente como casos especiales, que a su vez tienen muchas funciones especiales particulares como casos especiales, tales como funciones elementales, funciones de Bessel, y los polinomios ortogonales clásicos.

## Notación
Una serie hipergeométrica se define formalmente como una serie de potencias
{\displaystyle \beta _{0}+\beta _{1}z+\beta _{2}z^{2}+\dots =\sum _{n\geqslant 0}\beta _{n}z^{n}}
en la que la razón de coeficientes sucesivos es una función racional de n. Eso es,
{\displaystyle {\frac {\beta _{n+1}}{\beta _{n}}}={\frac {A(n)}{B(n)}}}
donde A(n) y B(n) son polinomios de n.
Por ejemplo, en el caso de la serie para la función exponencial,
{\displaystyle 1+{\frac {z}{1!}}+{\frac {z^{2}}{2!}}+{\frac {z^{3}}{3!}}+\cdots ,}
se tiene:
{\displaystyle \beta _{n}={\frac {1}{n!}},\qquad {\frac {\beta _{n+1}}{\beta _{n}}}={\frac {1}{n+1}}.}
lo cual satisface la definición con A(n) = 1 y B(n) = n + 1.
Es costumbre factorizar el término principal, así que β0 se asume que tiene valor 1. Los polinomios se pueden factorizar en factores lineales de la forma (aj + n) y (bk + n) respectivamente, donde los aj y bk son números complejos.
Por razones históricas, se supone que (1 + n) es un factor de B. Si este no es ya el caso, tanto A como B pueden multiplicarse por este factor; el factor se cancela por lo que los términos no cambian y no hay pérdida de generalidad.
La razón entre coeficientes consecutivos ahora tiene la forma
{\displaystyle {\frac {c(a_{1}+n)\cdots (a_{p}+n)}{d(b_{1}+n)\cdots (b_{q}+n)(1+n)}}},
donde c y d son los coeficientes principales deA yB. La serie entonces tiene la forma
{\displaystyle 1+{\frac {a_{1}\cdots a_{p}}{b_{1}\cdots b_{q}\cdot 1}}{\frac {cz}{d}}+{\frac {a_{1}\cdots a_{p}}{b_{1}\cdots b_{q}\cdot 1}}{\frac {(a_{1}+1)\cdots (a_{p}+1)}{(b_{1}+1)\cdots (b_{q}+1)\cdot 2}}\left({\frac {cz}{d}}\right)^{2}+\cdots },
o, escalando z por el factor apropiado y reorganizando,
{\displaystyle 1+{\frac {a_{1}\cdots a_{p}}{b_{1}\cdots b_{q}}}{\frac {z}{1!}}+{\frac {a_{1}(a_{1}+1)\cdots a_{p}(a_{p}+1)}{b_{1}(b_{1}+1)\cdots b_{q}(b_{q}+1)}}{\frac {z^{2}}{2!}}+\cdots }.
Esto tiene la forma de una función generadora exponencial. Esta serie generalmente se denota por
{\displaystyle {}_{p}F_{q}(a_{1},\ldots ,a_{p};b_{1},\ldots ,b_{q};z)}
ó
{\displaystyle \,{}_{p}F_{q}\left[{\begin{matrix}a_{1}&a_{2}&\cdots &a_{p}\\b_{1}&b_{2}&\cdots &b_{q}\end{matrix}};z\right].}
Usando el factorial ascendente o símbolo de Pochhammer
{\displaystyle {\begin{aligned}(a)_{0}&=1,\\(a)_{n}&=a(a+1)(a+2)\cdots (a+n-1),&&n\geq 1\end{aligned}}}
que puede ser escrito como
{\displaystyle \,{}_{p}F_{q}(a_{1},\ldots ,a_{p};b_{1},\ldots ,b_{q};z)=\sum _{n=0}^{\infty }{\frac {(a_{1})_{n}\cdots (a_{p})_{n}}{(b_{1})_{n}\cdots (b_{q})_{n}}}\,{\frac {z^{n}}{n!}}.}
(Nótese que este uso del símbolo de Pochhammer no es estándar; sin embargo, es el uso estándar en este contexto).